# Pelle Silfverhjelm
Karl Per (Pelle) Waldemar Silfverhjelm, född 3 augusti 1930 i Stockholm, död 17 april 2021 i Kivik, var en svensk tecknare och målare.

## Biografi
Silfverhjelm studerade vid Anders Beckmans reklamskola 1948–1951 samt under resor till de nordiska länderna och Tyskland. Efter studierna var han huvudsakligen verksam som bokillustratör och illustrerade bland annat Mark Twains Hucklebery Finns äventyr 1957, sagor av H.C. Andersen och Mästerkatten i stövlar. Hans illustrationer räknas som osentimentala och typografiskt eleganta där han håller sig till små kontrastrika effekter. Separat ställde han ut i Uppsala och han medverkade i Nationalmuseums utställning Unga tecknare och Föreningen Nordiska tecknares utställning på Svensk-franska konstgalleriet i samband med föreningens kongress i Stockholm 1959 samt i en illustrationsutställning i Fort Lauderdale i Florida 1960.
Pelle Silfverhjelm var son till godsägaren Thure Ehrenfried Waldemar Silfverhjelm och Hildur Petronella Billquist. Han var gift första gången 1952 med Isabel Maria Erlinghagen och andra gången från 1961 med Britta Elisabeth Bergquist. Silfverhjelm var far till världsomseglaren Peder Silfverhjelm och farfar till Jennie Silfverhjelm. Under senare delen av sitt liv var han bosatt vid Stenshuvud på Österlen.